# Oxana Skaldina
Oxana Valentynivna Skaldina (née le 24 mai 1972 à Zaporijia) est une gymnaste rythmique ukrainienne.

## Biographie
Oxana Skaldina commence sa carrière en gymnastique rythmique en remportant tous les titres des championnats d'URSS en 1989. Rivale de sa compatriote Alexandra Timoshenko, elle remporte six titres mondiaux et huit titres européens. Elle obtient aux Jeux olympiques d'été de 1992 à Barcelone la médaille de bronze au concours individuel ; elle met immédiatement après un terme à sa carrière.
Elle est mariée à Dmitri Svatkovski.

## Palmarès

### Jeux olympiques
- Barcelone 1992
  -  médaille de bronze au concours général individuel.

### Championnats du monde
- Athènes 1991
  -  médaille d'or au concours général individuel.
  -  médaille d'or par équipe.
  -  médaille d'argent au ballon.
  -  médaille de bronze à la corde.
  -  médaille de bronze au cerceau.
- Sarajevo 1989
  -  médaille d'or à la corde.
  -  médaille d'or au cerceau.
  -  médaille d'or au ruban.
  -  médaille d'or par équipe.
  -  médaille de bronze au concours général individuel.

### Championnats d'Europe
- Stuttgart 1992
  -  médaille d'or à la corde.
  -  médaille d'or au cerceau.
  -  médaille d'or aux massues.
- Göteborg 1990
  -  médaille d'or à la corde.
  -  médaille d'or au cerceau.
  -  médaille d'or au ballon.
  -  médaille d'or au ruban.
  -  médaille d'or par équipe.
  -  médaille de bronze au concours général individuel.